# Коломиец, Ольга Кирилловна
Ольга Кирилловна Коломиец (1894—1977) — советский учёный, селекционер сахарной свёклы, лауреат Ленинской премии.
Родилась 2 (14) октября 1894 года в с. Липовка, ныне Макаровского района Киевской области. В 1922 году окончила механический факультет Киевского института народного хозяйства, работала на Ялтушковской селекционной станции (Винницкая область). В 1923—1924 годах училась на Высших селекционных курсах треста Главсахар в Киеве.
В 1924—1929 годах занималась селекцией сахарной свёклы на Верхнеячской селекционной станции (Черкасская область).
С 1929 года работала на Белоцерковской опытной станции Всесоюзного НИИ сахарной свеклы: зав. отделом селекции сахарной свёклы (1929—1975), консультант (с 1975). В 1932 году впервые обнаружила среди семенников сорта Верхнячская один куст с односемянными плодами. После этого участвовала в создании одноростковой формы свеклы и доведении ее до производственного использования.
С 1 января 1937 года — научный сотрудник Института ботаники АН УССР.
Под её руководством выведены одноростковые семена сахарной свёклы Белоцерковский одноростковый 34, Белоцерковский одноростковый 45, Белоцерковский полигибрид 2, Белоцерковский полигибрид 19 (всего — соавтор 11 сортов).
В 1960 году присуждена Ленинская премия — за создание новой формы и выведение сортов сахарной свёклы с односемянными плодами.
Сын — Коломиец Александр Петрович (24.09.1926), доктор сельскохозяйственных наук.